# Wayfaring Sons
Wayfaring Sons è il secondo album in studio da solista del cantante australiano Colin Hay, pubblicato nel 1990.

## Tracce
1. Wayfaring Sons – 3:31
2. Into My Life – 4:20
3. Storm in My Heart – 3:33
4. Dream On (In the Night) – 4:56
5. Not So Lonely – 4:16
6. Don't Drink the Water – 3:43
7. Help Me – 3:04
8. Dreamtime in Glasgow – 3:51
9. Back in My Loving Arms – 3:31
10. Ya (Rest in Peace) – 3:53